# 卡夫卡 (电视剧)
卡夫卡是一部2024年的德国-奥地利合拍电视剧集，該電視劇聚焦作家弗朗茨·卡夫卡的人生。2024年2月，作为2024年柏林电影节的一部分，该剧集在“柏林电影节电视剧市场”（Berlinale Series Market）节目上问世。